# Hugues Obry
Hugues Obry (* 19. Mai 1973 in Enghien-les-Bains) ist ein ehemaliger französischer Degenfechter. Er ist Olympiasieger und wurde Welt- und Europameister.

## Erfolge
Hugues Obry gewann im Einzel und auch mit der Mannschaft zahlreiche Medaillen. 1998 wurde er in Plowdiw im Einzel sowie 2003 in Bourges mit der Mannschaft Europameister. Darüber hinaus belegte er mit dieser 1998 und 1999 den zweiten Platz. Bei Weltmeisterschaften gelang ihm 1998 in La Chaux-de-Fonds der Titelgewinn in der Einzelkonkurrenz. Mit der Mannschaft wiederholte er diesen Erfolg 1999 in Seoul und 2002 in Lissabon.
Zweimal nahm Obry an Olympischen Spielen teil. 2000 erreichte er in Sydney in der Einzelkonkurrenz das Finale, in dem er Pawel Kolobkow mit 12:15 unterlag. Nach Siegen über Ungarn und Kuba zog er auch mit der Mannschaft in das Gefecht um Gold ein, das die französische Equipe gegen Italien mit 38:39 verlor. Vier Jahre darauf erreichte er in Athen mit der Mannschaft nach Siegen über die Vereinigten Staaten und Deutschland erneut das Finale. Dieses gewann Frankreich gegen Ungarn mit 43:32, Obry wurde somit gemeinsam mit Fabrice Jeannet, Jérôme Jeannet und Éric Boisse Olympiasieger. Nach dem Olympiasieg wurde er zum Ritter der Ehrenlegion ernannt.
Nach seiner aktiven Karriere begann er als Fechttrainer zu arbeiten. Von 2012 bis 2016 war Nationaltrainer der französischen Degenmannschaft, im Anschluss übernahm er das Traineramt bei der chinesischen Nationalmannschaft.